# Limanul Tatlageac
Limanul Tatlageac este un liman maritim situat între DN 39 (șoseaua ce leagă Eforie de Mangalia) și Marea Neagră, în județul Constanța, Dobrogea, România.

## Caracteristici
Având o suprafață de 178,0 ha și un volum de 14,0 milioane metri cubi, limanul are o deosebită importanță ecologică deoarece reprezintă o rezervă de biodiversitate și de apă dulce (care răcorește clima estivală și este utilă irigației ; până în 1994 mai furniza, iarna, și gheață pentru conservarea peștelui la cherhanaua Tatlageac până prin luna mai, după care se trecea la sare). Astăzi, importanța sa este mai mult turistică, aici putându-se practica sporturi nautice și (încă) pescuitul. De asemenea, nămolul din acest liman este folosit în scopuri terapeutice. 

## Fauna

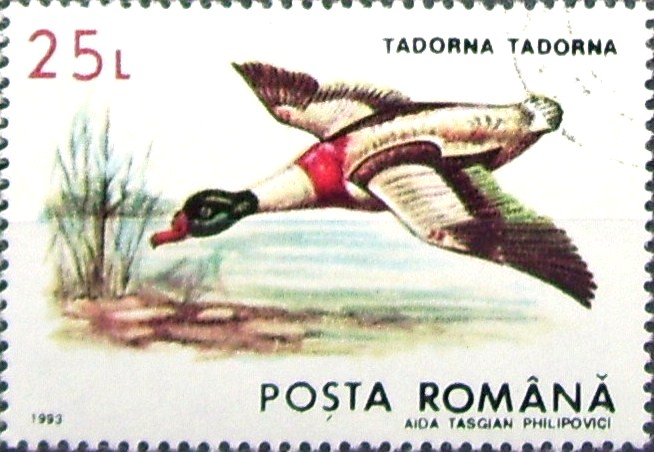
Timbru poștal românesc

- Artemia salina este un crustaceu de 5–10 mm din subclasa Branhiopoda, care trăiește în apa cu salinitate mare. Cadavrele de Artemia, prin descompunere bacteriană, împreună cu alga Cladophora cristalina, formează nămolul sapropelic.
- Pescărușul cu cap negru (Larus melanocephalus)
- Nagâțul (Vanellus vanellus)
- Cataliga (Himantopus himantopus)
- Cormoranul (Phalacrocorax carbo)
- Bătăușul (Philomachus pugnax)
- Mărăcinarul mare (Saxicola rubetra)
- Stârcul cenușiu (Ardea cinerea)
- Șoimul dobrogean (Falco cherrug)
- Uligan pescar (Pandion haliaetus)
- Șerpar (Circaetus gallicus)
- Corcodelul cu gâtul roșu (Podiceps grisegena)
- Fluierar picior verde (Tringa nebularia)

De când se practică sporturile nautice, majoritatea populațiilor de păsări s-au rărit cel puțin vara, iar unele precum rața arămie (Oxyura leucocephala) n-au mai fost observate.